# Ultraschall (Club)

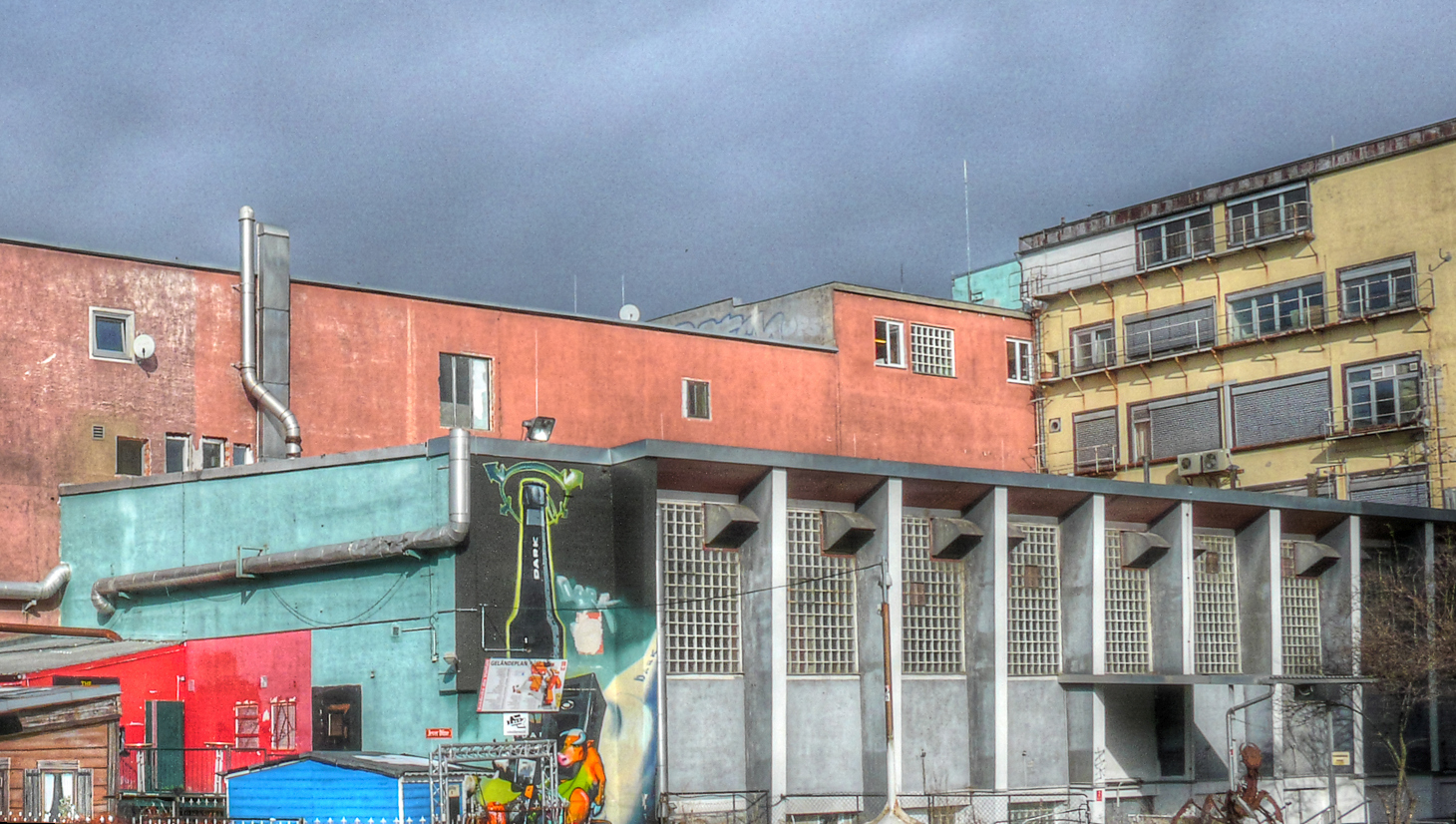
Das Ultraschall II in der Kartoffeltrocknungsanlage der ehemaligen Pfanni-Werke

Das Ultraschall war ein Techno-Club in München, der vom 17. Juni 1994 bis zum 31. Januar 2003 existierte.

## Geschichte

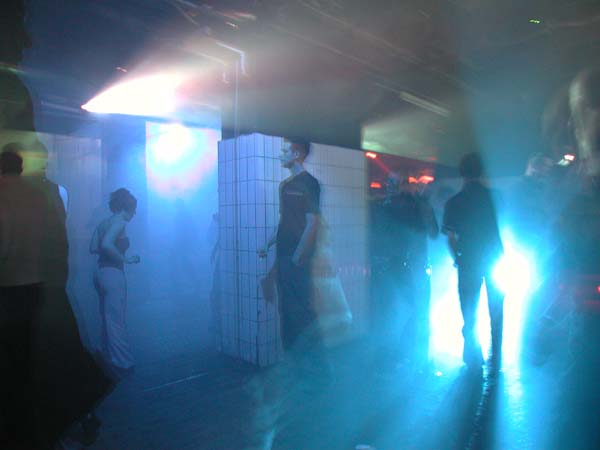
Mainfloor des Ultraschall II

Der im Sprachgebrauch oft nur kurz als U-Schall oder Schall bezeichnete Club zählte neben den Berliner Clubs Tresor und E-Werk, den Frankfurter Etablissements Dorian Gray und Omen und den ebenfalls in München damals ansässigen Clubs KW – Das Heizkraftwerk, Natraj Temple und Millennium in den 1990er Jahren zu den bekanntesten Clubs der Technokultur in Deutschland. Laut FazeMag war das Ultraschall „für viele Techno-Fans neben dem Tresor der authentischste Techno-Club“.

### Ursprünge
Der Ursprung des Ultraschalls lag in den monatlichen Ultraworld-Partys auf dem Gelände eines alternativen Kulturzentrums, in dem sonst überwiegend Punk-Konzerte stattfanden (Kulturstation in Oberföhring, das heutige Kafe Kult). Diese Clubnächte zeigten sich sehr von der aufkeimenden Berliner Techno-Szene und hierbei insbesondere von den Clubs Tresor und Planet inspiriert. Sie gehören zu den ersten Veranstaltungen in München überhaupt, auf denen elektronische Musik gespielt wurde. Aufgrund der großen Beliebtheit der Partys und der mangelnden Belüftungsmöglichkeiten war es notwendig, die Musik alle zwei Stunden für ca. 10 Minuten zu unterbrechen, um die Fenster zu öffnen und neuen Sauerstoff zuzuführen.

### Ultraschall I
Am 17. Juni 1994 wurde dann in der ehemaligen Großküche der Kantine des seinerzeit zum Kulturzentrum umgestalteten ehemaligen Flughafens München-Riem das Ultraschall von Dorothea Zenker, Peter Wacha und David Süss eröffnet (heute als Ultraschall I oder auch altes Ultraschall bezeichnet). Der Club gilt als erster reiner Technoclub in München, nachdem frühere Clubs in der bayerischen Landeshauptstadt neben Techno und House auch noch andere Musikgenres im Programm hatten (wie unter anderem das Parkcafé, das Nachtwerk, das Tanzlokal Größenwahn oder der Babalu Club). Eine Besonderheit des Clubs war, dass er fast vollständig mit weißen Keramikfliesen ausgekleidet war. Weite Teile des Clubs waren zudem mit Raumschiffkulissen aus dem Science-Fiction-Film High Crusade dekoriert. Mit solchen avantgardistischen Dekorationen und dem Gesamtkonzept des Clubs als "Erlebniswelt", in der neben der Musik auch Lichtinstallationen und Videokunst breiten Raum einnahmen, erwarb sich das Ultraschall I internationale Reputation. Zu den Mitgliedern der Ultraworld-Crew und Resident DJs des Clubs gehörten unter anderem DJ Hell, Monika Kruse, Richard Bartz und Acid Maria. Im Ultraschall gab es keinen Nightleader; niemand schrieb den DJs vor, wann wer und wie lange aufzulegen hat, dies mussten sie unter sich ausmachen. Die Parties im Ultraschall galten als oft experimentell und wild. Monika Kruse beschreibt eine Veranstaltung wie folgt: „Der gesamte Dancefloor wurde als riesiges Bett hergerichtet. Die Leute kamen vorbei und nahmen Pilze oder brachten einfach ihre Bong mit. Alle lagen auf dem Boden und unterhielten sich. Der Club war gerammelt voll, ohne dass getanzt wurde.“ Da das Gelände des alten Münchener Flughafens für die Messestadt Riem benötigt wurde, wurde das Kulturzentrum im Sommer 1996 geschlossen. Somit musste auch das Ultraschall I schließen.

### Ultraschall II
Das komplette Kulturzentrum Riem zog in die Nähe des Münchener Ostbahnhofs in den Kunstpark Ost im Münchner Stadtteil Berg am Laim um. Das Ultraschall wurde dort in der Kartoffeltrocknungsanlage der ehemaligen Pfanni-Werke unter dem Namen Ultraschall II am 13. September 1996 von Michi Kern und Kollegen  wiedereröffnet. Die neuen Räumlichkeiten waren erheblich größer und boten damit die Möglichkeit der Einrichtung von zwei Floors. Der Mainfloor befand sich im ehemaligen Schwimmbecken zum Waschen der Kartoffeln und war wie bereits beim ersten Ultraschall komplett mit weißen Keramikfliesen ausgekleidet und durch Säulen unterteilt. Die Bodenfliesen bedeckte später ein Echtholz-Boden. Die durch einfache geometrische Formen geprägte Räumlichkeit hatte das Ambiente einer Industrieproduktionsstätte, durch ihre starke Verwinkelung aber nicht die Atmosphäre eines Warehouse-Clubs. Der Mainfloor war bekannt für den durch die reflektierenden Fliesen an den Wänden verursachten klirrenden, kalten Sound, sowie für den durch die Bässe stark vibrierenden Holzfußboden. Der zweite Floor wurde aufgrund der Dekoration mit grünem Flokati-Stoff bald als „Grüner Raum“ bekannt. Ab 1998 diente dieser Raum als Homebase für den unter anderem von Tobi Neumann initiierten Flokati House Club, der 2004 in die Diskothek Harry Klein wechselte. Samstags diente der Raum vorwiegend als Chill-Out für den etwa 1.500 Personen fassenden Mainfloor, den regelmäßig auch internationale DJ-Größen wie Jeff Mills, Carl Craig, Jay Denham oder Green Velvet beschallten. Wie das Ultraschall I legte auch der Nachfolger viel Wert auf Lichtinstallationen und live gemixte Visuals, die von der Highflyer-Crew realisiert wurden. Ebenfalls erwarb sich auch das zweite Ultraschall den Ruf, zu den am besten dekorierten Veranstaltungsorten der Technokultur zu gehören. Mit dem Ende des Kunstparks Ost schloss auch das Ultraschall II am 31. Januar 2003 seine Pforten, nachdem Verhandlungen mit der Stadt München und den Betreibern der Kultfabrik über einen weiteren Betrieb ergebnislos verlaufen waren.

## DJs, Szene und Einfluss
Im Ultraschall traten regelmäßig internationale DJs und Liveacts der Technoszene auf, unter anderem Jeff Mills, Underground Resistance, Carl Craig, Miss Kittin, The Hacker, Blake Baxter, Robert Hood, Anthony Rother, Joey Beltram, Umek, Chris Korda, Chicks on Speed, I-F, Adam Beyer, Cari Lekebusch, Marco Carola, Ian Pooley, Cristian Vogel, John Tejada, The Advent, Jay Denham, Green Velvet, Anthony Shakir, DJ Tanith, Robert Görl, Johannes Heil, Ellen Allien, Paul Kalkbrenner und Electric Indigo. Im Club starteten auch die Karrieren vieler seiner Residents, von denen einige selbst zu wichtigen Vertretern der deutschen Techno-Szene wurden. Bekannte Resident-DJs des Ultraschall waren unter anderem DJ Hell, Monika Kruse, Richard Bartz, Acid Maria und Tobi Neumann. Der Club und Münchner Techno-Labels wie International DeeJay Gigolo Records, Disko B und Kurbel Records formten ein enges Netzwerk, und er diente als Testplattform für die neuen Releases dieser Labels. Weiter wurde der Club von diesen Labels genutzt, um neue DJs kennen zu lernen und zu verpflichten, wie beispielsweise Blake Baxter, I-F, Patrick Pulsinger oder Abe Duque.

## Nachfolger
In den umgebauten Hallen des Ultraschall II-Mainfloors eröffnete am 12. März 2005 offiziell der Octagon-Club, nachdem im Jahr 2004 bereits das Phosphor einen Neuanfang versucht hatte. Ein Teil der Mitarbeiter und Gesellschafter der Ultraschall GmbH (= Trägergesellschaft des Ultraschall II) betrieb von 2003 bis 2023 das Harry Klein, welches den Grünen Raum im Ultraschall verkörperte. Der andere Teil betreibt seit 2005 den Club Rote Sonne, welche an die Ultraworld von damals erinnert. Von 2009 bis 2015 residierte noch der NOX Club in den Räumlichkeiten der ehemaligen Bar des Ultraschall, bevor das tiefliegende Fabrikgebäude im Januar 2016 abgerissen wurde, um Platz für das neue Werksviertel zu schaffen.

## Galerie

Ultraschall II im Jahr 2001
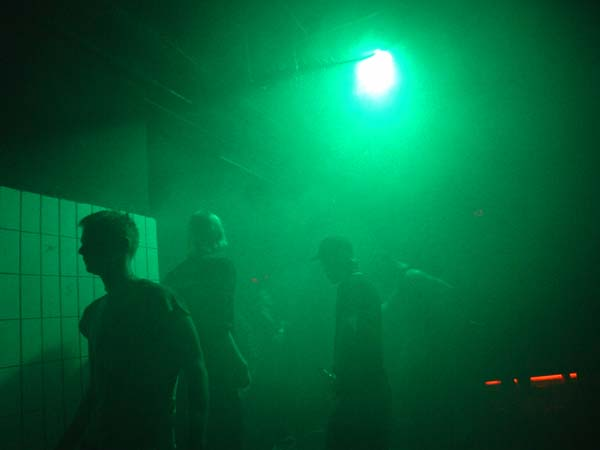
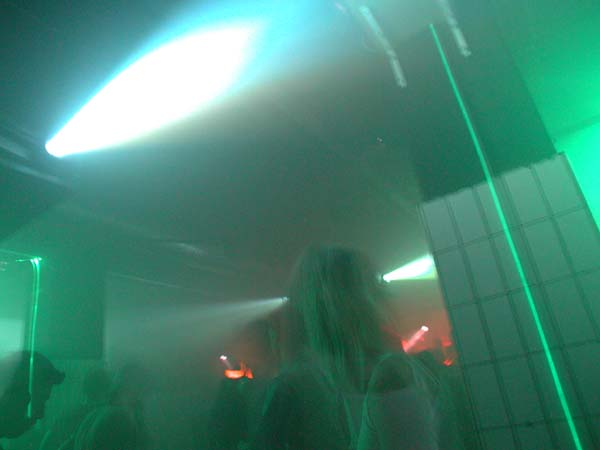
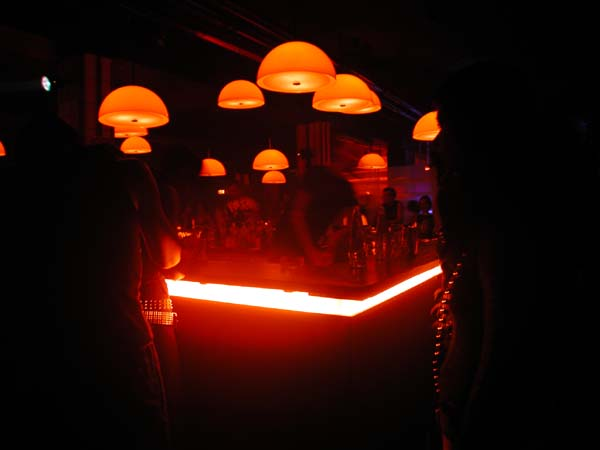
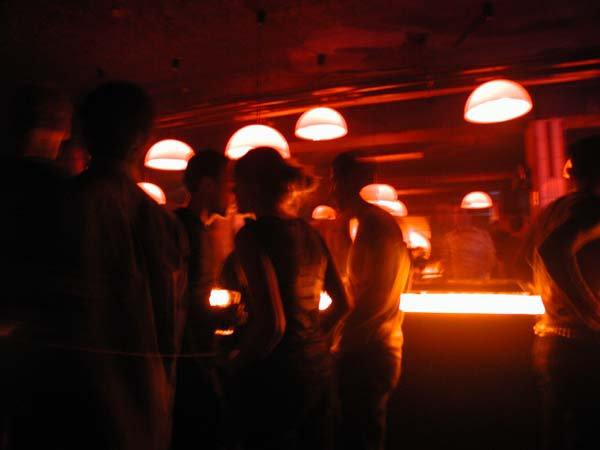
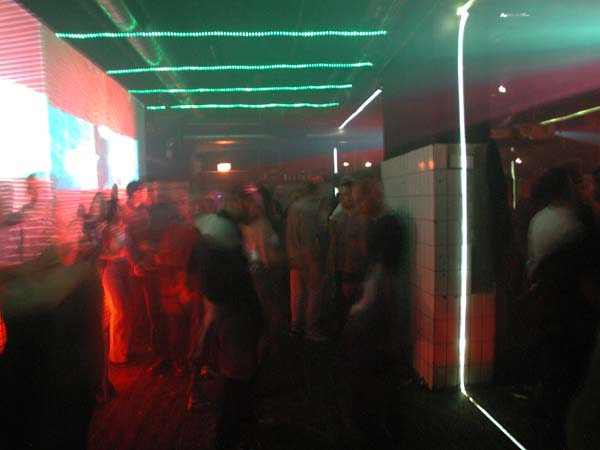
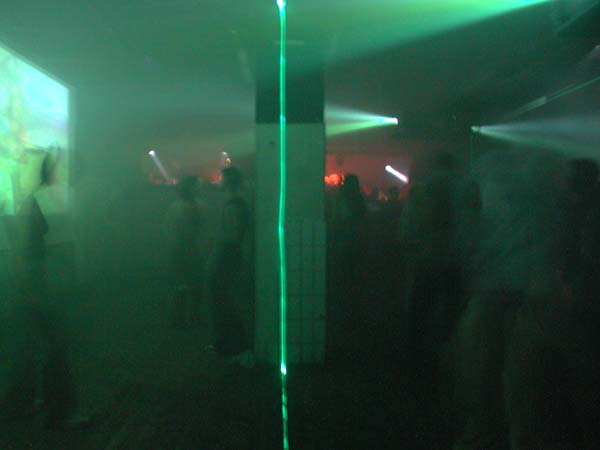
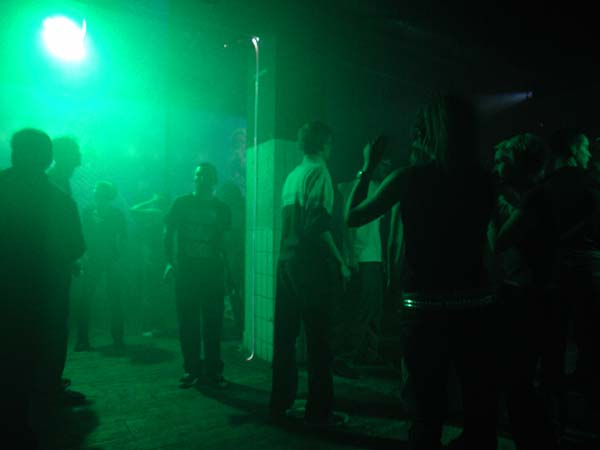
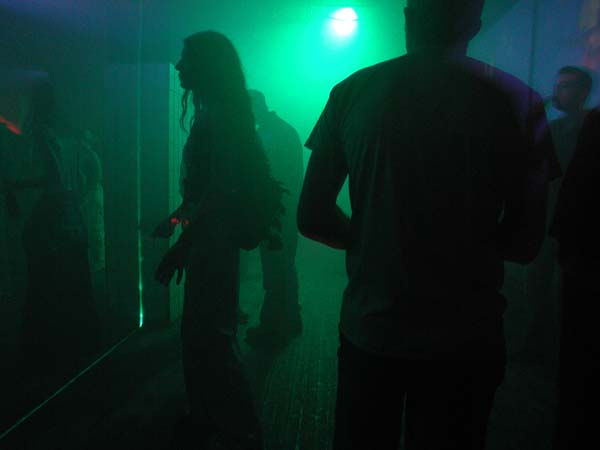

1997
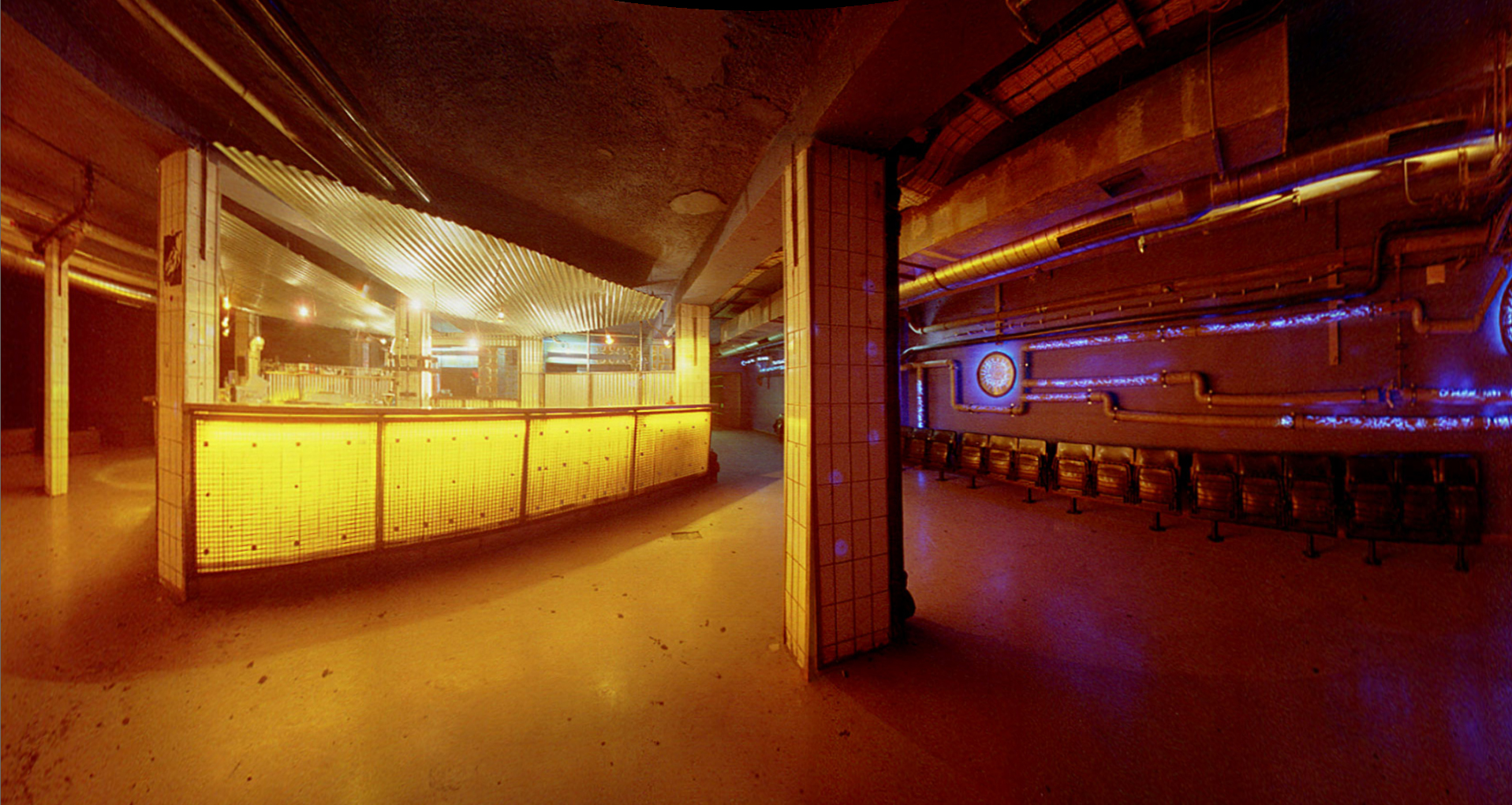
Bar
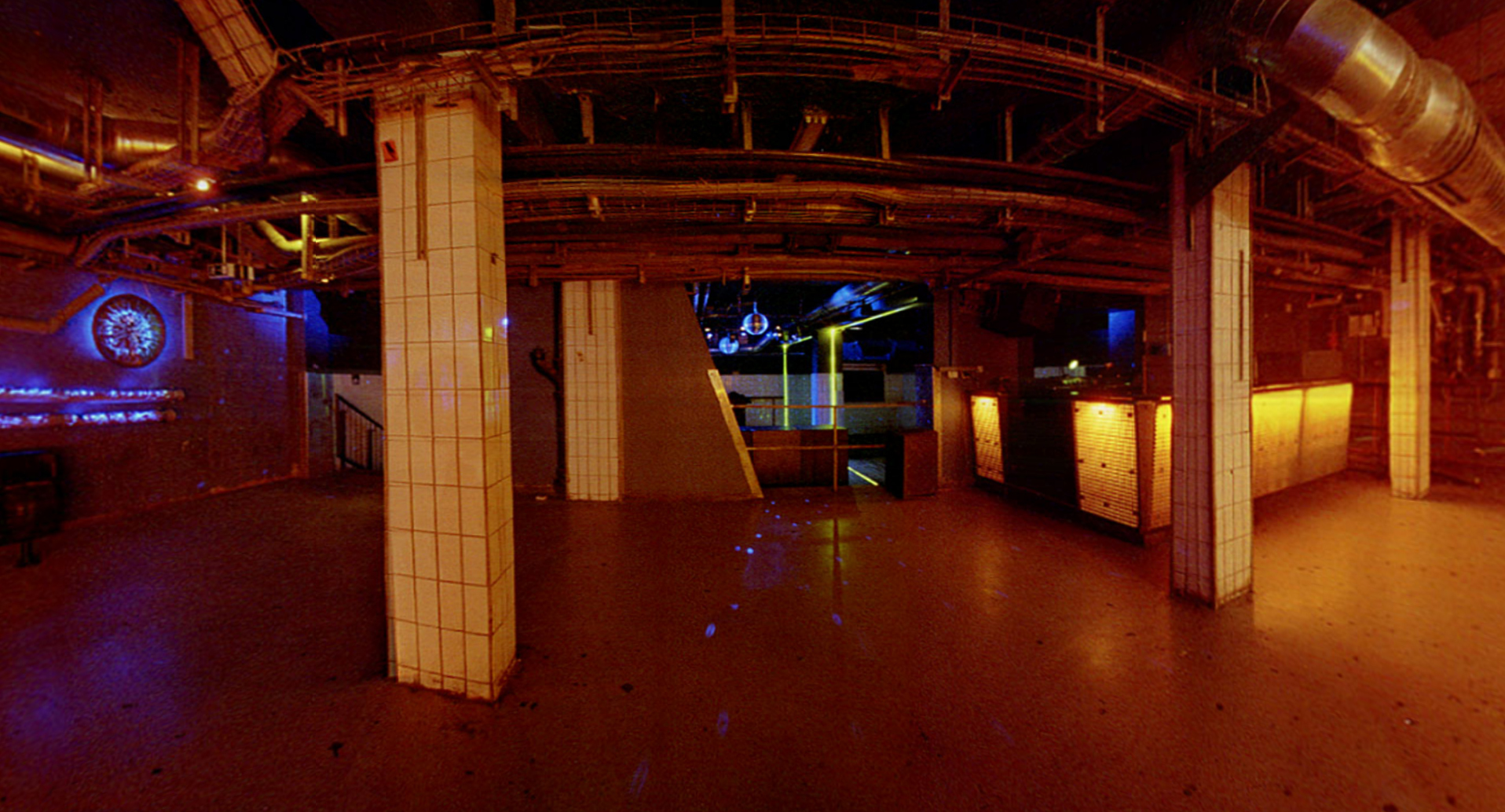
DJ Booth
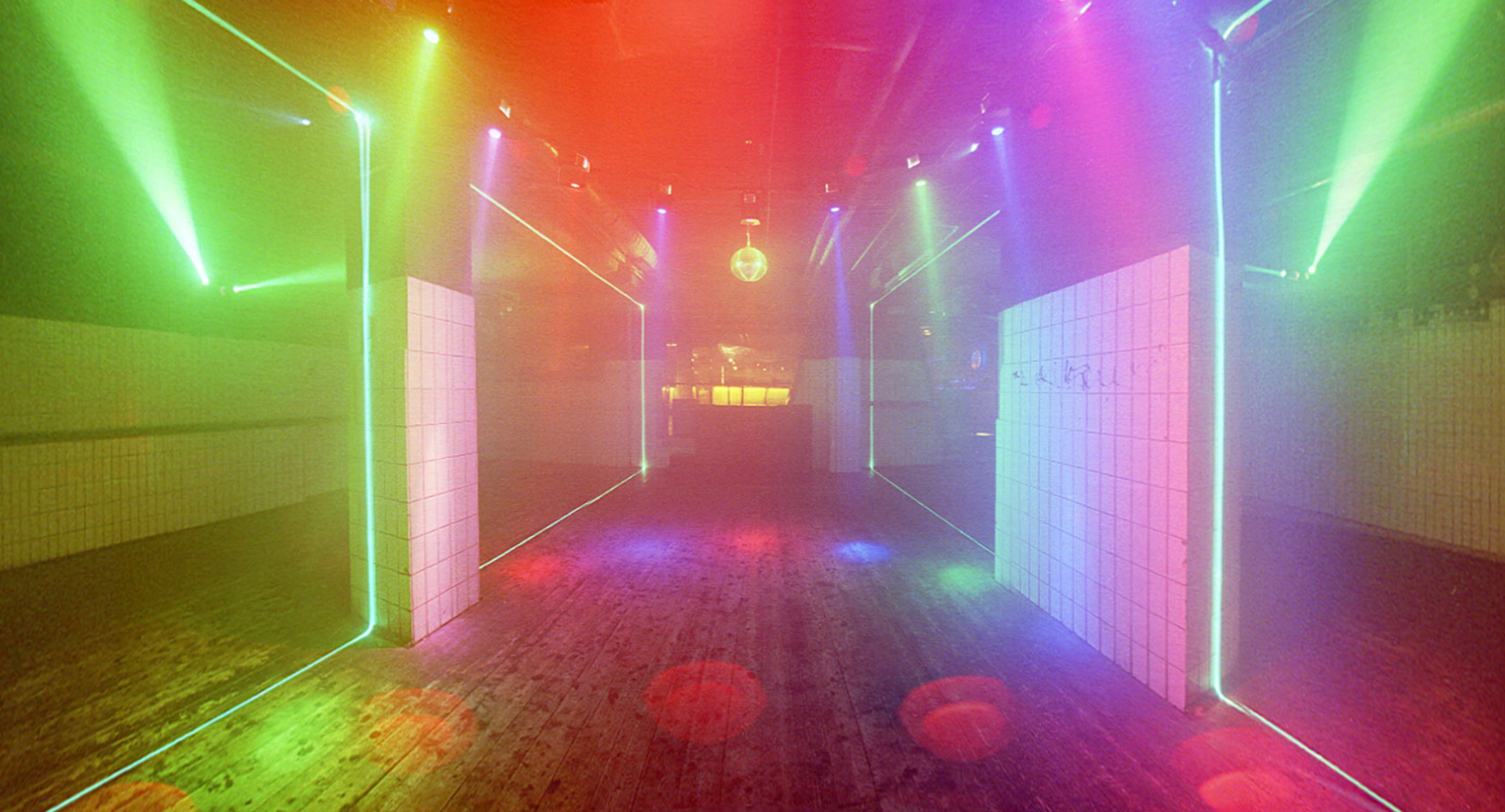
Mainfloor
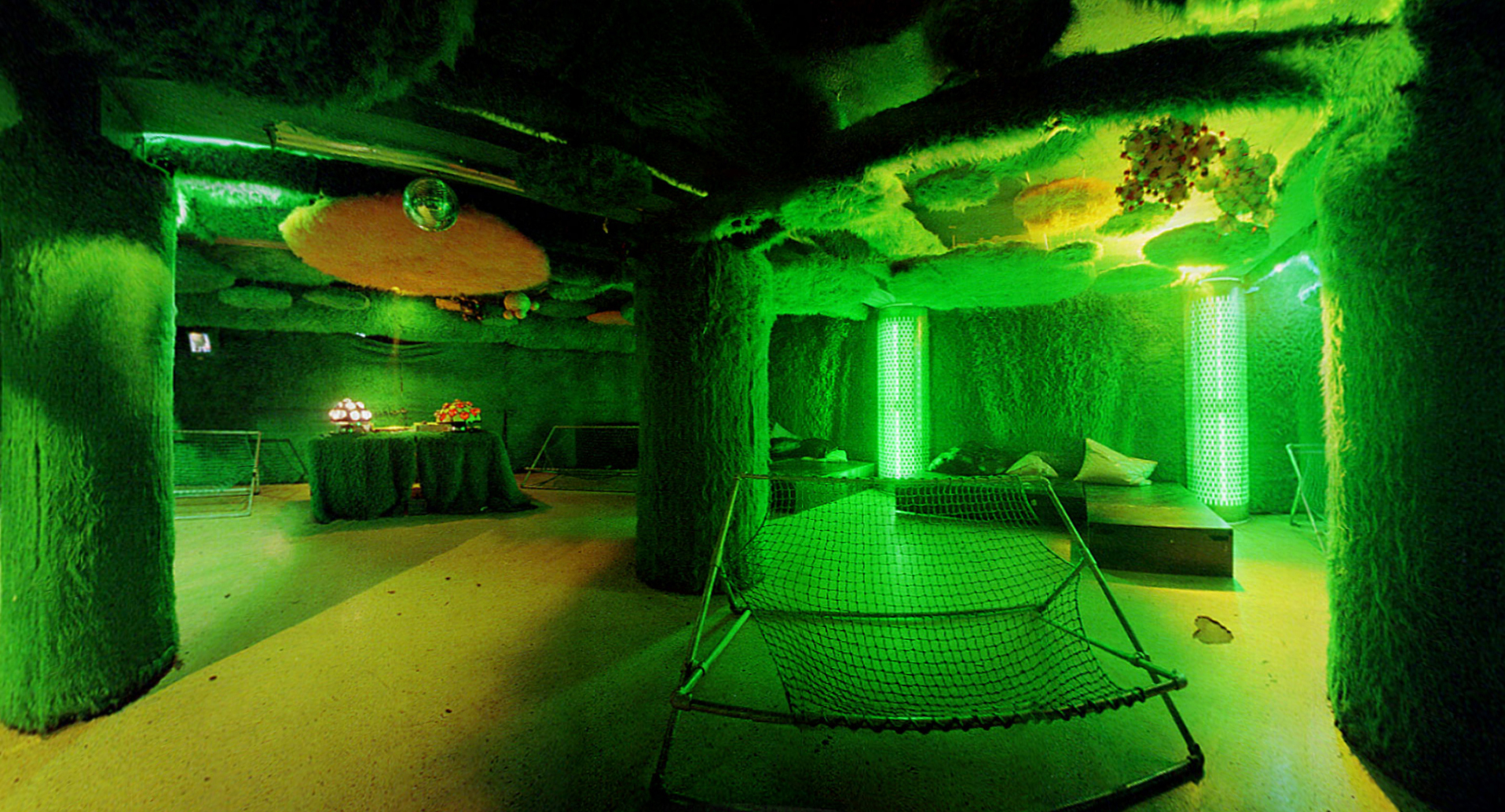
Grüner Raum